# Faludden
Faludden este o arie protejată (arie specială de conservare — SAC, sit de importanță comunitară — SCI, arie de protecție specială avifaunistică — SPA) din Suedia întinsă pe o suprafață de 227 ha, integral pe uscat.

## Localizare
Centrul sitului Faludden este situat la coordonatele 57°00′05″N 18°23′11″E / 57.0013°N 18.3863°E.

## Înființare
Situl Faludden a fost declarat arie de protecție specială avifaunistică în decembrie 1996 pentru a proteja 7 specii de animale. Alte tipuri de protecție:
- sit de importanță comunitară (în aprilie 2004)
- arie specială de conservare (în martie 2011)[1][3][4]

## Biodiversitate
Situată în ecoregiunile boreală și marină baltică, aria protejată conține 5 habitate naturale: Vegetație perenă pe țărmurile stâncoase, Pajiști cu Molinia pe soluri calcaroase, turboase sau argilos-nămoloase (Molinion caeruleae), Pășuni de coastă din Baltica boreală, Vegetație anuală la limita mareei, Pajiști uscate seminaturale și facies de acoperire cu tufișuri pe substraturi calcaroase (Festuco-Brometalia) (* situri importante pentru orhidee).
La baza desemnării sitului se află mai multe specii protejate de  păsări (7): Branta leucopsis, bătăuș (Philomachus pugnax), ploier auriu (Pluvialis apricaria), ciocântors (Recurvirostra avosetta), chiră mică (Sterna albifrons), chiră de baltă (Sterna hirundo), Sterna paradisaea.